# Gale Norton
Gale Ann Norton (Wichita, 11 marzo 1954) è una politica e avvocato statunitense, membro del Partito Repubblicano e Segretario degli Interni nell'amministrazione guidata da George W. Bush, prima donna a ricoprire tale funzione.
Dal 1991 al 1999 è stata procuratore generale dello Stato del Colorado.
Il suo primo matrimonio è fallito dopo che il marito confessò pubblicamente la propria omosessualità. Negli anni settanta del XX secolo ha fatto parte del Partito Libertario. Nel 2004 si è vociferato di una sua possibile candidatura al Senato, ma alla fine la Norton ha preferito non presentare la propria candidatura e le elezioni sono state vinte dal democratico Ken Salazar.
Nel 2006 la Norton ha rassegnato le sue dimissioni da Segretario ed è diventata una consulente legale della Royal Dutch Shell.